# David Tennant (aristocrate)
Ne doit pas être confondu avec l'acteur David Tennant.
Pour les articles homonymes, voir Tennant.
David Pax Tennant (né le 22 mai 1902 et mort le 8 avril 1968) est un aristocrate britannique et habitué de la vie mondaine, également fondateur de l'ancien Gargoyle Club (en), rendez-vous à la mode dans le quartier de Soho, à Londres.

## Biographie

### Jeunesse
Fils de Edward Tennant (1er baron Glenconner) et de l'écrivaine Pamela Wyndham (qui épousera plus tard le vicomte Grey), il a deux frères plus âgés : Edward Wyndham Tennant († 1916), Grey Tennant (2e baron Glenconner), aussi que Stephen Tennant, également habitué de la vie mondaine à cette époque. Sa tante, Margot Asquith, est une auteure célèbre et la seconde épouse du Premier ministre Herbert Asquith.

### Carrière
De 1924 à 1929, Tennant travaille à la British Broadcasting Corporation en tant qu'annonceur. Dix ans plus tard, en 1939, il rejoint la Royal Artillery jusqu'en 1941 avant de redevenir annonceur en 1943 la BBC.
Il fonde le Gargoyle Club en 1952, un club privé situés dans les étages supérieurs du 69 Dean Street, à Soho. Une partie de la décoration intérieure du club, qui compte parmi ses clients réguliers Fred Astaire, Francis Bacon et Lucian Freud, est réalisée par Henri Matisse. Le Gargoyle Club, qui ferme en 1978, était suivi par The Comedy Store à Londres.
La Princesse Margaret figure au sein de son cercle d'amis.

### Vie personnelle
D'ascendance noble patrilinéaire des baronnets Tennant de The Glen et, par sa mère, des comtes d'Egremont, en 1928, l'hon. David Tennant épouse l'actrice Hermione Baddeley, avec deux enfants : un fils, David Tennant, et une fille, Pauline Laetita Tennant. Cette dernière sera actrice et poète et se mariera trois fois : la première fois avec l'anthropologue Julian Pitt-Rivers, la seconde avec Euan Graham,, petit-fils du 5e duc de Montrose, et la dernière avec Sir Anthony Rumbold.
Divorcés en 1937, ils resteront bons amis.
En 1938, il épouse Virginia Penelope Parsons, fille d'Alan Parsons et Viola Tree. Ensemble, ils ont deux filles : Georgia Tennant en 1941 et Sabrina Tennant en 1943. Après son divorce, en 1953, elle devient la marquise de Bath.
Tennant épouse finalement Shelagh Rainey, fille de Marion, puis baronne Wrottesley, et sœur du créateur de mode Michael Rainey, avant de mourir en Espagne le 8 avril 1968 à l'âge de 65 ans.